# Улица Бородина (Ижевск)
Свято-Михайловский собор и улица Бородина
Улица Бородина́ (до 1918 года — Горше́чный переулок, 1918—1952 — переулок Бородина́) — одна из центральных улиц Ижевска, пролегает с запада на восток от улицы Милиционной до улицы Свободы. Нумерация домов ведётся от улицы Милиционной.

## История
Улица известна с XIX века. В тот период она ограничивала с севера Базарную площадь, располагавшуюся на месте сегодняшнего Летнего сада им. Горького. Известно, что в северной части площади обычно торговали горшками, корчагами, крынками и другими гончарными изделиями. По этой причине улица была названа Горшечным переулком. Первоначально переулок был коротким, всего 2 квартала длиной.
В 1895 году на углу Горшечного переулка и Базарной улицы открылся первый в Ижевске цирк. Его деревянное здание было построено на деньги предпринимателя А. Г. Коромыслова. Цирк сгорел во время Гражданской войны.
В 1915 году в конце улицы, рядом с современной Центральной площадью была построена первая в Ижевске водонапорная башня. На сегодняшний день она является старейшим гидротехническим сооружением в городе.
13 декабря 1918 года Революционный гражданский совет Ижевска переименовал Горшечный переулок в переулок Бородина в память об А. П. Бородине — композиторе и учёном-химике. 15 декабря 1952 года переулок переименовали в улицу его же имени. Это название сохранилось и по сей день.
4 ноября 2004 года в День государственности Удмуртии на улице открылся Музейно-выставочный комплекс им. М. Т. Калашникова.

## Расположение
Улица Бородина находится в историческом центральном районе Ижевска (Октябрьский административный район). Начинается на Милиционной улице, на высоком левом берегу Ижевского пруда. От начала улицы к набережной зодчего Дудина ведёт лестничный спуск.
Улица проходит с запада на восток, поднимаясь в гору на всём своём протяжении. Пересекает улицы Максима Горького и Карла Маркса. После улицы Карла Маркса входит на Красную площадь, где пересекает улицу Вадима Сивкова. Заканчивается у дома № 226 по улице Свободы.

## Общественный транспорт
- к началу улицы — троллейбусы № 6, 9, автобусы № 36, 56 (ост. ДК Аксион)
- к концу улицы — троллейбусы № 1, 4, 7, автобусы № 19, 26, 28, 39 (ост. Центральная площадь)

### Трамвай
Улицу Бородина посередине пересекает трамвайная линия маршрутов № , , ,  и . Ближайшие станции:
- «Центральный универмаг»
- «Свято-Михайловский собор»

## Примечательные здания и сооружения
- № 2 — Дом купца Николая Оглоблина
- № 4 — Водонапорная башня
- № 5 — Дом купца Чигвинцева
- № 7 — Поликлиника мотозавода
- № 19 — Музейно-выставочный комплекс стрелкового оружия имени М. Т. Калашникова (2004, арх. П. И. Фомин)
- № 21 — Федерация профсоюзов Удмуртской Республики
- № 25 — Отель Park Inn
- Мемориал жертв революции и гражданской войны

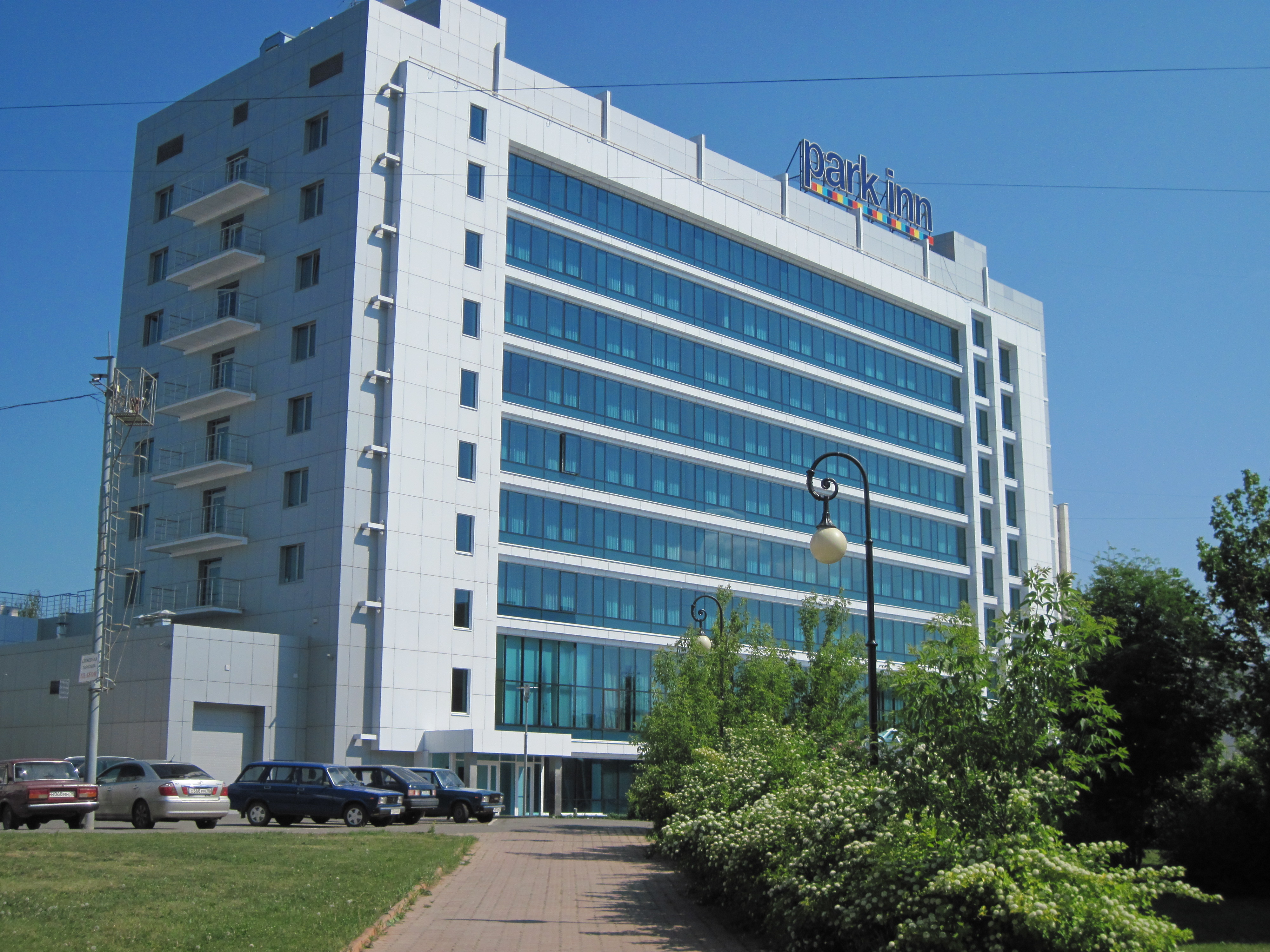
Отель Park Inn
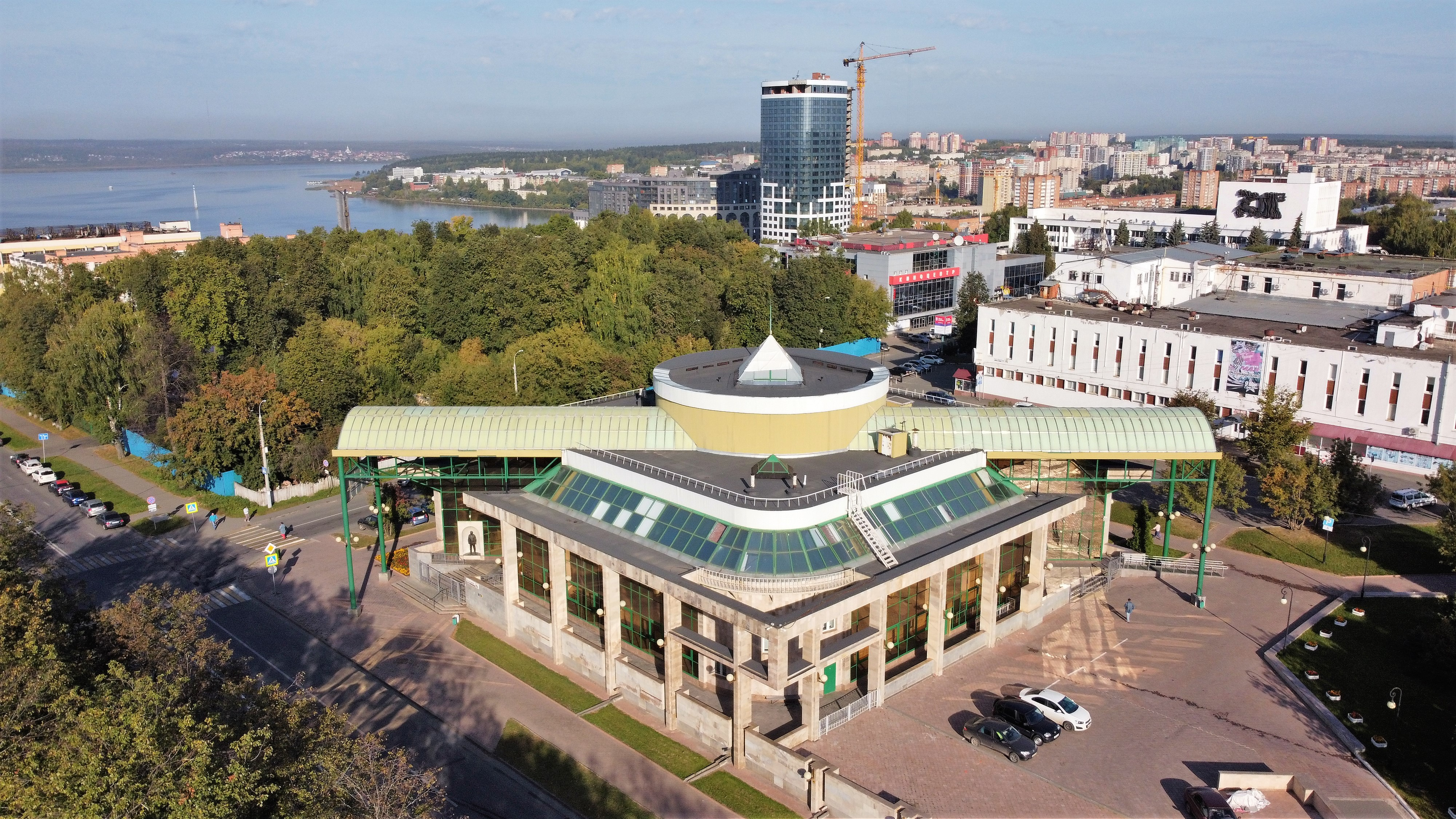
Музей имени М. Т. Калашникова
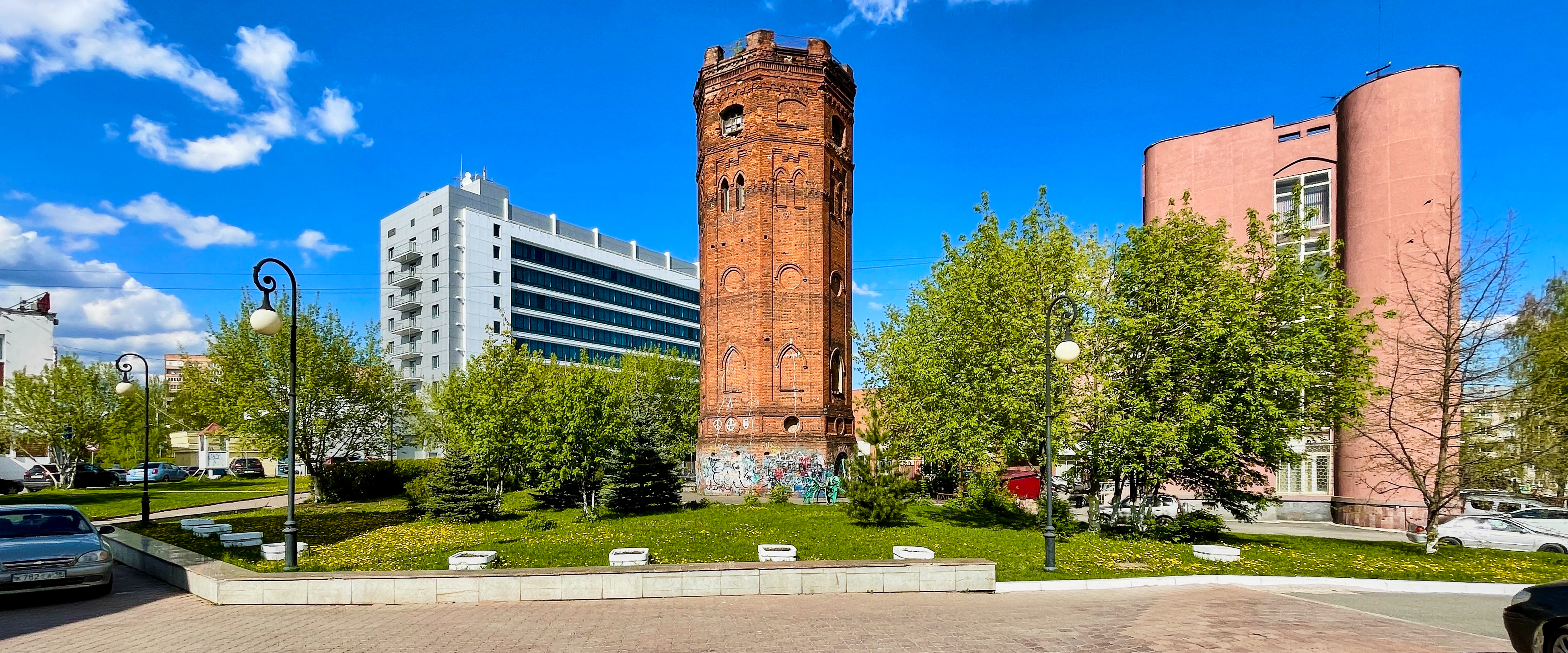
Водонапорная башня
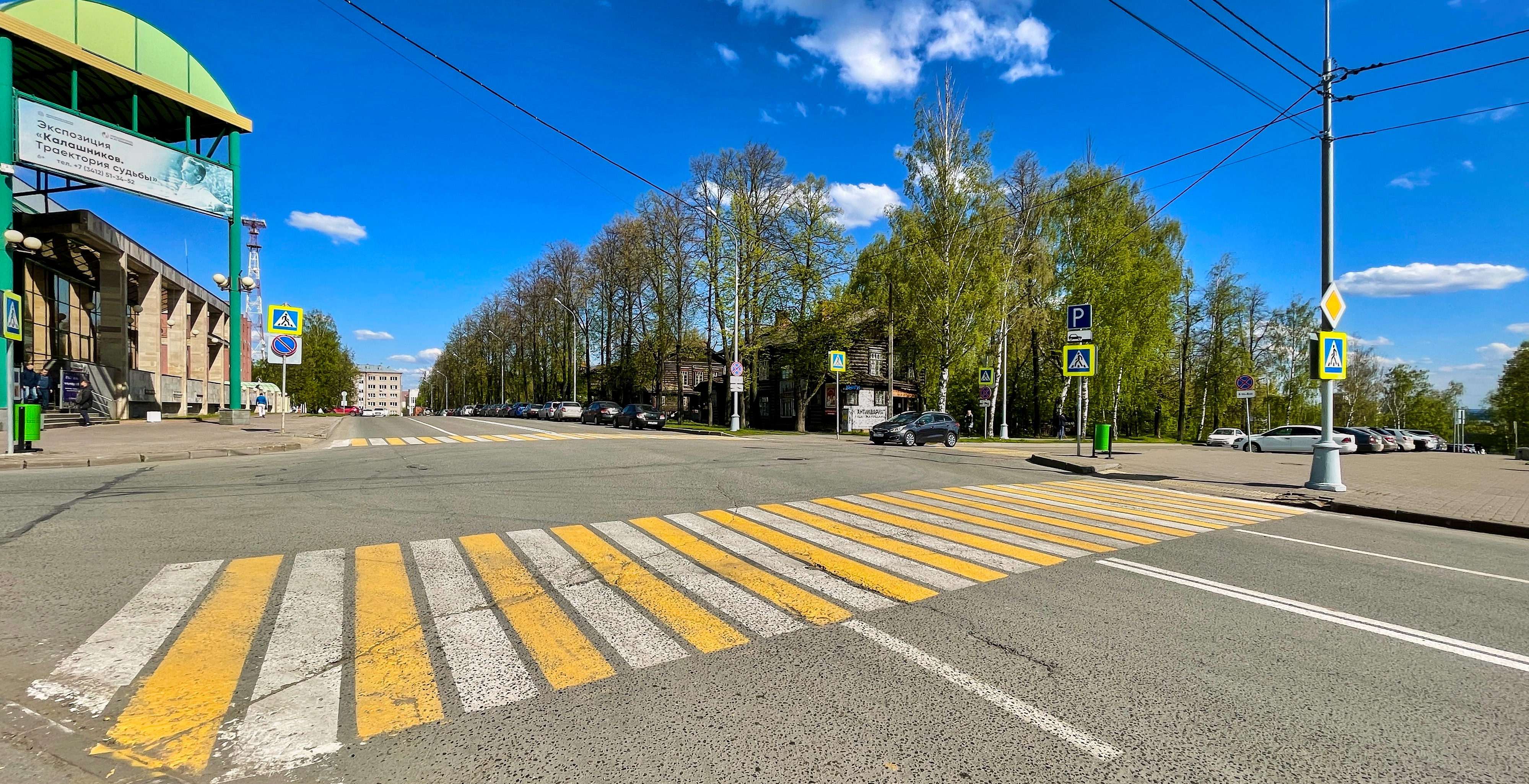
Перекрёсток с улицей Вадима Сивкова